# Nikita Sergejewitsch Chruschtschow

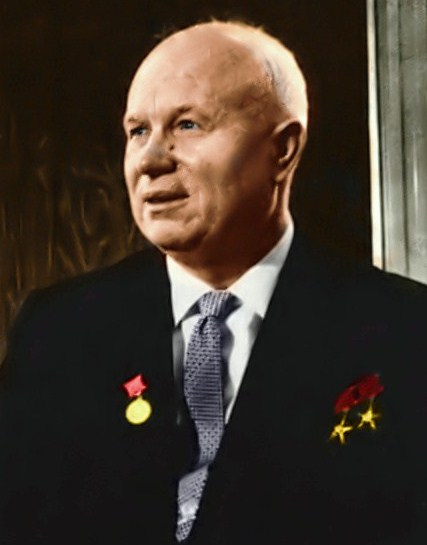
Nikita Sergejewitsch Chruschtschow

Unterschrift Chruschtschows

Nikita Sergejewitsch Chruschtschow (russisch Никита Сергеевич Хрущёв [nʲɪˈkʲitə sʲɪˈrgʲejɪvʲɪtʲɕ xruˈʃɕof] anhörenⓘ, wissenschaftliche Transliteration Nikita Sergeevič Chruščëv, englische Transkription Nikita Khrushchev; * 3.jul. / 15. April 1894greg. in Kalinowka, Ujesd Dmitrijew, Gouvernement Kursk, Russisches Kaiserreich, heute Oblast Kursk, Russland; † 11. September 1971 in Moskau) war ein sowjetischer Militär, kommunistischer Politiker und von 1953 bis 1964 Staats- und Parteichef der Sowjetunion.
Nach dem Tod Josef Stalins leitete er mit seiner 1956 auf dem XX. Parteitag der KPdSU gehaltenen Geheimrede die Entstalinisierung ein, was als Beginn der Tauwetter-Periode gilt. Chruschtschow wurde 1958 auch Vorsitzender des Ministerrats und damit Regierungschef der Sowjetunion. Er initiierte zahlreiche Reformen, vor allem in Gesellschafts- und Wirtschaftspolitik, Bildung und Kultur. Außenpolitisch propagierte er die friedliche Koexistenz mit dem Westen, war aber gleichzeitig dessen schwieriger Konterpart und strebte durch Raketentechnik und Aufrüstung die globale Führungsrolle der UdSSR an. Dadurch kam es 1962 zur Kubakrise mit den Vereinigten Staaten, doch konnte ein Krieg durch Geheimdiplomatie mit Präsident John F. Kennedy vermieden werden.
Als Folge einer Parteireform und seiner Annäherung an die Bundesrepublik Deutschland verlor Chruschtschow viele seiner Anhänger, wurde 1964 von Leonid Breschnew gestürzt und 1966 aus dem Zentralkomitee ausgeschlossen. Ein Jahr vor seinem Tod erschienen seine Memoiren Khrushchev remembers, deren Autorschaft er jedoch leugnete. Sein Sohn Sergei Nikititsch Chruschtschow war in der Sowjetunion Raumfahrtingenieur und übersiedelte 1991 in die USA.

## Leben

### Frühe Jahre
Nikita Chruschtschow stammte aus einer westrussischen Bauernfamilie, die 1908 in das Donezbecken in der Ukraine übersiedelte, seinerzeit das wichtigste Steinkohlen- und Industriegebiet des Russischen Reichs. Er absolvierte eine Lehre zum Maschinenschlosser und arbeitete dann im selben Bergwerk wie sein Vater. Er schloss sich der Gewerkschaft der Bergleute an. In der Bergbaustadt Jusowka – zwischen 1924 und 1961 Stalino, seitdem Donezk genannt – lernte er bereits Lasar Kaganowitsch kennen, der ihn in späteren Jahren förderte und mit dem er im Politbüro lange Jahre zusammenarbeitete, bevor beide Männer zu innerparteilichen Gegnern wurden. 1918 trat er in die Kommunistische Partei sowie in die Rote Armee ein und nahm als Freiwilliger am Bürgerkrieg teil.
Am Ende des Bürgerkriegs 1921 fiel seine erste Frau Galina Chruschtschowa der Hungersnot in Sowjetrussland zum Opfer. Der junge Witwer musste fortan allein den Sohn Leonid und die Tochter Julia versorgen. Chruschtschow absolvierte ab 1922 eine Ausbildung an der Arbeiterfakultät von Jusowka in der Ukraine, leistete Parteiarbeit unter den Studenten und führte 1922 eine kurze Ehe mit Marussia Chruschtschowa, die im selben Jahr geschieden wurde. Hier lernte er auch Nina Petrowna Kuchartschuk, eine Lemke, kennen, die er 1924 in dritter Ehe heiratete.

### Aufstieg
1925 wurde er zum Parteisekretär des Bezirks Petrowo-Marinsk bei Stalino in der Ukrainischen SSR ernannt. 1925 nahm er am XIV. Parteitag der KPdSU teil, wo er erstmals Josef Stalin persönlich begegnete. Auf dem XV. Parteitag 1927 erlebte er die Niederlage der linken Opposition (etwa Leo Trotzki, Grigori Jewsejewitsch Sinowjew). Er machte sich als Stalin-Anhänger bemerkbar. Als solcher wurde Chruschtschow in den Parteiapparat der Ukraine befördert, in die damalige Hauptstadt Charkow, später nach Kiew. 1929 nutzte er eine Chance zur Weiterbildung und besuchte die Industrieakademie in Moskau, zu der pro Jahr nur wenige hundert Parteifunktionäre auf Empfehlung zugelassen wurden. Auch hier übernahm er wieder Parteiarbeit. Außerdem lernte er Stalins Frau Nadeschda Allilujewa (1901–1932) kennen. Dadurch wurde auch Stalin auf ihn aufmerksam. Nadeschda, die sich sehr gut mit Chruschtschow verstand, erwähnte ihn Stalin gegenüber jahrelang immer wieder positiv. Dies wurde Chruschtschow bewusst, als er in späteren Jahren oft zu Gast am Tisch Stalins war. Er nannte Nadeschda sein „Lotterielos“, denn ihretwegen habe Stalin ihm vertraut.
Nicht zuletzt durch dessen Wohlwollen wurde er 1931 Parteichef des Industriebezirks Krasnaja Presnja, eines der wichtigsten Parteibezirke Moskaus. Sein Aufstieg in Moskau erfolgte schnell. Schon 1932 wurde er Zweiter Sekretär des Stadtparteikomitees, 1933 Chef des Moskauer Gebietsparteikomitees.
1934 wurde er auf dem XVII. Parteitag ins Zentralkomitee (ZK) der KPdSU gewählt, dessen Mitglied er bis 1966 war. Ab 1935 war er für die Neubauten in Moskau verantwortlich, darunter auch der Bau der Moskauer Metro, wofür er seinen ersten Leninorden erhielt.

### Im Politbüro
Von 1938 bis 1939 wurde Chruschtschow an Stelle von Pawel Postyschew (1939 erschossen) Kandidat des Politbüros der KPdSU. 1939 stieg er als Vollmitglied in das höchste politische Gremium der UdSSR auf. Vom 22. März 1939 bis 14. Oktober 1964 war er Mitglied im Politbüro der Kommunistischen Partei der Sowjetunion (KPdSU).
Chruschtschow löste Stanislaw Kossior, der 1939 erschossen worden war, als Parteichef der Ukraine ab. Mit knapp einjähriger Unterbrechung (1947) leitete Chruschtschow von 1938 bis 1949 als Erster Sekretär die ukrainische Parteiorganisation. Ebenso wie alle anderen überlebenden Politbüromitglieder hatte er die Stalinschen Säuberungen unterstützt. 1939/40 überwachte er die Eingliederung bislang polnischer Gebiete als West-Ukraine in die UdSSR, nachdem die Rote Armee gemäß den Abmachungen des Hitler-Stalin-Pakts im September 1939 die sowjetisch-polnische Grenze überschritten hatte.

### Zweiter Weltkrieg und Nachkriegszeit
Im Zweiten Weltkrieg war Chruschtschow im Rang eines Generalleutnants aktiv, zunächst als Mitglied des Militärrates bei Marschall Budjonny und danach bei Marschall Timoschenko. Hier musste er gegenüber Stalin die verheerenden Niederlagen vertreten. Verantwortlich war er außerdem für den Abtransport des industriellen und landwirtschaftlichen Maschinenparks der Ukraine und für die Organisation des Partisanenkampfs in der Ukraine. Ansonsten war er Bindeglied zwischen dem Politbüro und verschiedenen Fronten im Südwesten. Als Frontkommissar war er bei der Schlacht von Stalingrad 1942 und 1943 bei Generaloberst Jerjomenko und sodann erfolgreich an der Schlacht bei Kursk (unter Marschall Rokossowski) tätig. Sein Sohn Leonid wurde 1943 als Pilot einer Jakowlew Jak-7 abgeschossen und getötet.
Nach Kriegsende war Chruschtschow verantwortlich für den Wiederaufbau der Ukraine, die Bekämpfung des Hungers und den fortdauernden Kampf gegen ukrainische Nationalisten der OUN-UPA. Die Zuspitzung der Hungersnot führte 1946 zu einer vorübergehenden Schwächung seiner politischen Position. Lasar Kaganowitsch wurde bis Jahresende 1947 Erster Sekretär des ZK der Ukraine.
Vom 16. Dezember 1949 bis zum 7. September 1953 war Chruschtschow Sekretär des Zentralkomitees der KPdSU und führte dort ab 1950 das Landwirtschaftsressort. Seine Wahlrede vom 7. März 1950 leitete eine großangelegte Kampagne zur Zusammenlegung von Kolchosen ein. Von 1949 bis 1953 war er auch Erster Sekretär der Parteiorganisation des Gebietes von Moskau (Obkomsekretär). Auf dem XIX. Parteitag der KPdSU 1952 spielte er auf Geheiß Stalins eine prominente Rolle: Er hielt das Referat über die bedeutsamen Abänderungen am Parteistatut. Der engere Führungskreis umfasste nach 1948 neben Stalin nur noch Malenkow, Beria, Chruschtschow und Bulganin.

### Stalins Tod – Chruschtschow Erster Sekretär
24 Stunden nach dem Tod Stalins am 5. März 1953 wurde eine Reihe von Veränderungen bekanntgegeben: Das seit 1952 „Präsidium“ genannte Politbüro wurde von 25 auf 10 Vollmitglieder und die Anzahl der Kandidaten von 11 auf 4 reduziert. Damit hatte die Führung den alten Zustand vor der Vergrößerung des Gremiums durch Stalin wiederhergestellt und potenzielle Nachrücker kaltgestellt. Die Rangliste führte Georgi Malenkow an (Chruschtschow war Nummer 5), der damit als Erster Parteisekretär kurzzeitig Parteichef war und gleichzeitig Stalin im Amt des Ministerpräsidenten beerbte. Erster Stellvertreter und eigentlicher starker Mann war zunächst der Geheimdienstchef Lawrenti Beria. Das Sekretariat des ZK wurde von sechs auf drei Mitglieder verkleinert, bestehend aus Chruschtschow, Michael Suslow und Pjotr Pospelow. Am 26. Juni 1953 wurde der von allen Politbüromitgliedern gefürchtete Innenminister und Geheimdienstchef Beria handstreichartig verhaftet (Chruschtschow hatte zuvor geschickt gegen Beria intrigiert) und wegen antisowjetischer Verschwörung am 23. Dezember 1953 zum Tode verurteilt und am gleichen Tag zusammen mit anderen führenden Geheimdienstlern erschossen. Chruschtschow, nunmehr dienstältester Sekretär, erreichte im Rahmen einer von den Politgrößen angestrebten „kollektiven Führung“, dass die führenden Ämter Erster Sekretär und Regierungschef getrennt wurden und damit Malenkow Macht abgeben musste. Chruschtschow wurde am 7. September 1953 offiziell zum neuen Ersten Sekretär des ZK gewählt; Malenkow blieb Ministerpräsident. Bis zur scharfen Kritik an Malenkow auf einem ZK-Plenum 1955 wetteiferten Malenkow und Chruschtschow in der Folgezeit – allen Beteuerungen über den Wert einer „kollektiven Führung“ zum Trotz – miteinander um die Spitzenposition unter den sowjetischen Politikern.
Im Februar 1954 überschrieb die Sowjetführung die Halbinsel Krim von der russischen SFSR an die Ukrainische SSR. Die Entscheidung wird häufig der Abstammung Chruschtschows zugeschrieben. Andere Historiker wiederum verweisen auf das Bestreben, inner-sowjetische Spannungen aufzulösen oder auf einen taktischen Zug im Machtkampf mit Malenkow.

### Entstalinisierung
Auf dem XX. Parteitag der KPdSU am 25. Februar 1956 kritisierte Chruschtschow in der sogenannten Geheimrede Über den Personenkult und seine Folgen den Personenkult um Stalin und die damit verbundenen Verbrechen.
Die sowjetische Führung leitete in der Folge eine grundlegende Wende in der Gesellschafts- und Wirtschaftspolitik ein, die als Entstalinisierung bekannt wurde. Es entwickelte sich die Tauwetter-Periode: Sowohl innen- als auch außenpolitisch kehrte eine gewisse Entspannung ein. Chruschtschow ließ zahlreiche Straflager (Gulag) öffnen und unschuldig Inhaftierte entlassen. Ganze Bevölkerungsteile wurden rehabilitiert. Allerdings setzte die Entstalinisierung auch politische Entwicklungen in Gang, die der sowjetischen Führung nicht genehm waren. In Polen und Ungarn wurden die altstalinistischen Parteiführer gestürzt. In Ungarn kam bereits 1953 der liberale Imre Nagy an die Macht, in Polen 1956 Władysław Gomułka. Nagy wurde 1955 wieder fallengelassen und sein Vorgänger Rákosi erneut ins Amt gehoben. Den Volksaufstand, der im Herbst 1956 mehr Freiheiten einforderte und Nagy Ende Oktober zum Ministerpräsidenten erklärte, ließ Chruschtschow niederschlagen. Nagy, Pál Maléter und viele andere wurden 1958 hingerichtet. Die zunehmende Liberalisierung in einigen Ostblock-Staaten versetzte die Konservativen in der sowjetischen Führung zunehmend in Sorge, dass die Entstalinisierung außer Kontrolle geraten könnte.
1957 versuchte eine Mehrheit (sieben zu vier) der Politbüromitglieder, nämlich Malenkow, Molotow, Woroschilow, Kaganowitsch, Saburow, Perwuchin und Bulganin, Chruschtschow zu stürzen. Man warf ihm die Abkehr vom Stalinismus vor und fürchtete seine wachsende Übermacht. Chruschtschow jedoch blieb kaltblütig und berief sofort mit Hilfe des ihn unterstützenden Militärs unter Marschall Schukow das Zentralkomitee der Partei ein. Die Mehrheit im Zentralkomitee unterstützte Chruschtschow. Damit war der Machtkampf entschieden. Malenkow, Molotow, Kaganowitsch und Saburow wurden aus dem Politbüro abgewählt, Perwuchin zum Kandidaten des Politbüros zurückgestuft. Malenkow wurde als Leiter eines Kraftwerks in Kasachstan, Molotow als Botschafter in der Mongolischen Volksrepublik kaltgestellt. Bulganin blieb noch ein Jahr lang Ministerpräsident, bis am 27. März 1958 Chruschtschow auch diesen Posten übernahm. Woroschilow blieb bis 1960 Vorsitzender des Präsidiums des Obersten Sowjets (sein Nachfolger wurde Breschnew). Die Stellung des Zentralkomitees als kontrollierendes und oberstes Parteigremium zwischen Parteitagen festigte sich durch diesen Vorgang einige Jahre lang.

### Auf dem Gipfel der Macht

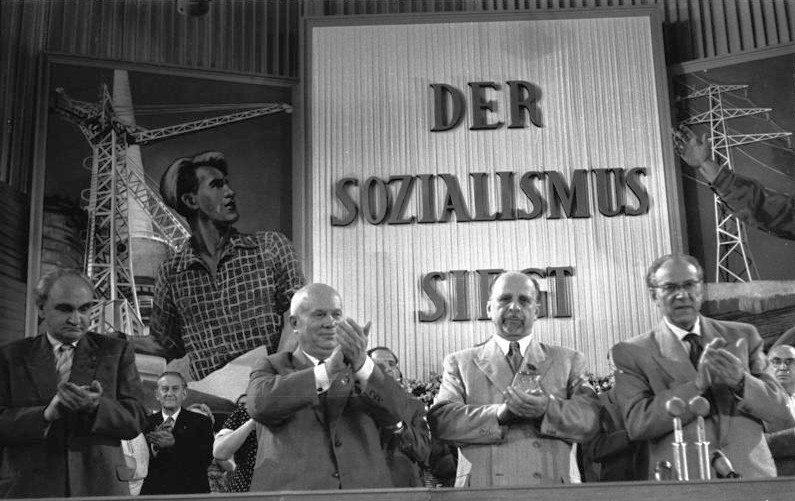
Chruschtschow auf dem V. Parteitag der SED in der Werner-Seelenbinder-Halle in Berlin, 1958

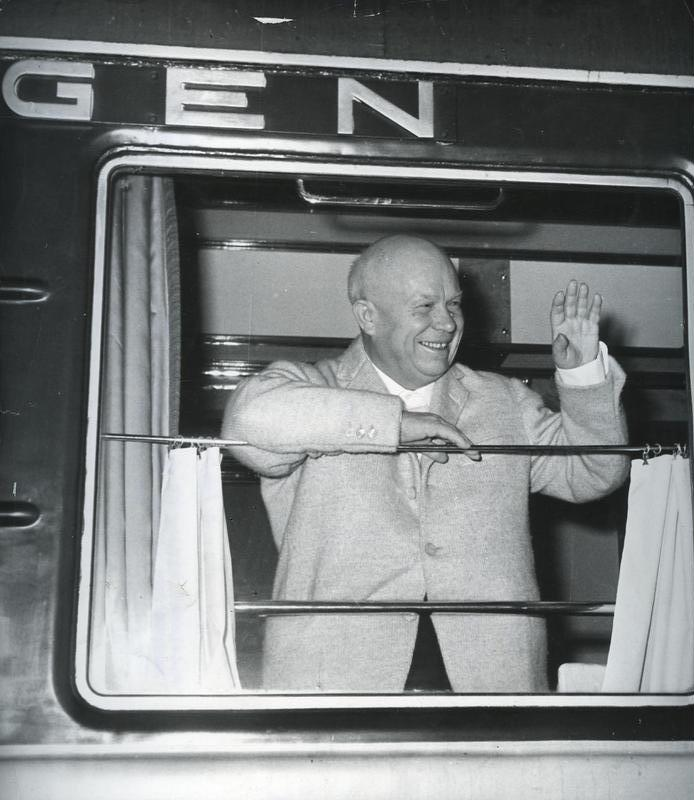
Auf der Rückreise vom VI. Parteitag der SED im Januar 1963 im polnischen Grenzbahnhof Kunowice

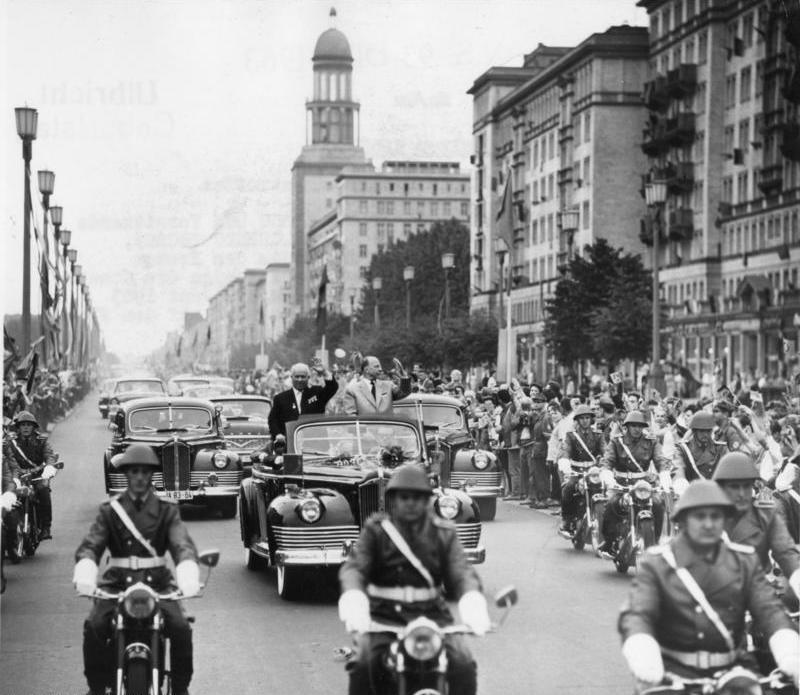
Chruschtschow und Walter Ulbricht bei der gemeinsamen Fahrt durch Ost-Berlin, 28. Juni 1963

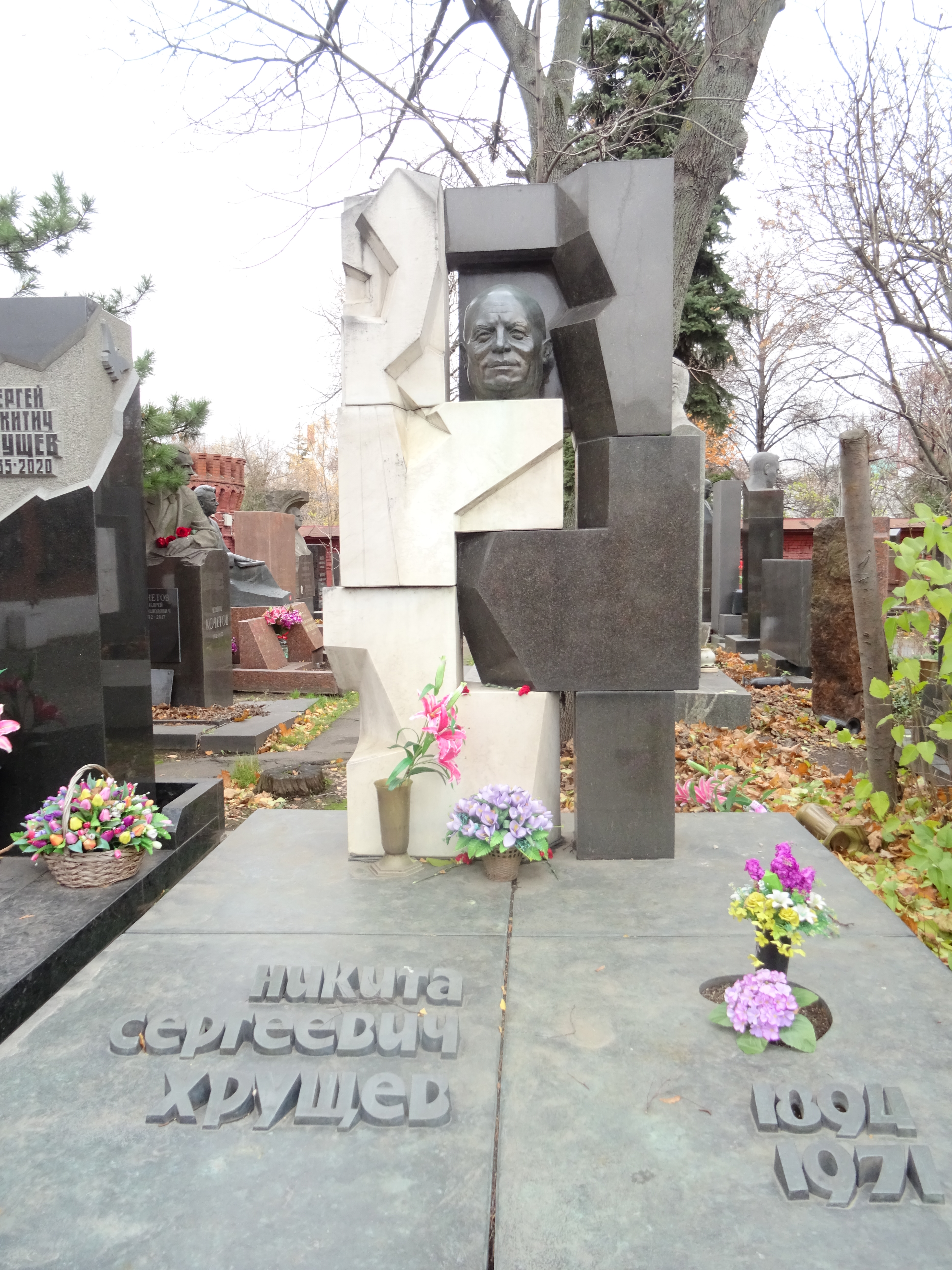
Grab auf dem Nowodewitschi-Friedhof

Als Nachfolger von Bulganin als Vorsitzender des Ministerrates vereinte Chruschtschow wieder (wie zuvor Stalin von Mai 1941 bis März 1953) das höchste Parteiamt und das Amt des Regierungschefs in einer Person. Im Verhältnis zu den Vereinigten Staaten vertrat er das Prinzip der „friedlichen Koexistenz“ der Systeme und verkündete das Ziel, den Kapitalismus vor allem auf wirtschaftlicher Ebene zu siegen („einholen und überholen“, Systemkonkurrenz). Solche Ankündigungen erregten im Westen viel Aufmerksamkeit, zumal die Sowjetunion Ende der 1950er Jahre hervorragende Ernte-Ergebnisse melden konnte und bereits 1957 den ersten Satelliten in die Erdumlaufbahn geschossen hatte (Sputnik).
Chruschtschow initiierte eine große Zahl an Reformen in der Sowjetunion, unter anderem in der Wirtschafts- und Gesellschaftspolitik, in Bildung und Kultur und wurde damit zu einem frühen Vorläufer Gorbatschows. Allerdings glaubte er fest an die Überlegenheit des sowjetischen Systems und achtete strikt darauf, dass seine Reformen die sowjetische Grundordnung nicht antasteten. Zudem agierte er häufig mit großer Ungeduld, wartete die Wirkung seiner Reformen nicht ab und änderte bereits getroffene Maßnahmen, wenn sie nicht den gewünschten schnellen Erfolg brachten. Auf lange Sicht erzeugte er damit Unruhe und Unzufriedenheit in der Partei bis hin zu Reformüberdruss.
Vom 15. bis zum 27. September 1959 besuchte Chruschtschow auf Einladung Dwight D. Eisenhowers als erster sowjetischer Regierungschef die USA (vorausgegangen war am 24. Juli 1959 die sogenannte Küchendebatte mit dem Vizepräsidenten Richard Nixon).
Nach dem Abschuss eines US-Spionageflugzeugs vom Typ Lockheed U-2 über sowjetischem Territorium und der Gefangennahme des Piloten Powers im Mai 1960 versuchte Chruschtschow auf der 15. Generalversammlung der Vereinten Nationen im Herbst desselben Jahres vergeblich, eine Debatte über die US-amerikanischen Spionageflüge anzustoßen. Am 12. Oktober 1960 bekam er im Verlauf einer erregten Rede einen legendären Wutanfall, bei dem er angeblich mit seinem Schuh auf den Tisch hämmerte. Bis heute ist jedoch ungeklärt, ob er den Schuh nicht nur auf den Tisch stellte. Während in der Sowjetunion führende Kreise beschämt waren, wurde das Geschehen im Westen als origineller Auftritt belächelt. Billy Wilder persiflierte Chruschtschows Verhalten 1961 in seinem Film Eins, zwei, drei.
Bereits ab November 1958 strapazierte Chruschtschow die Beziehungen zu den Westmächten mit dem Berlin-Ultimatum. Die sowjetischen Forderungen erzielten jedoch keine Wirkung, so dass die Sowjetunion in der Folge auf eine internationale Lösung der Berlin-Frage verzichtete und 1961, auf Chruschtschows Befehl, mit dem Bau der Berliner Mauer die Politik der Isolierung West-Berlins forcierte.
Unter Chruschtschows und Kennedys Führung kam es im Oktober 1962 zur Kubakrise mit den USA, die zu einem Dritten Weltkrieg hätte führen können. Die beiden Staatsführer konnten sich im letzten Moment einigen, die Krise friedlich beizulegen; Chruschtschow zeigte dabei, dass er im Ernstfall und unter Druck eine friedliche Lösung bevorzugte. Wegen Chruschtschows Kurs der „friedlichen Koexistenz“ und seiner versuchten Annäherung an den jugoslawischen Staatschef Josip Broz Tito distanzierte sich die Volksrepublik China von der Sowjetunion. Diese Spaltung des Welt-Kommunismus blieb bis zum Zerfall der Sowjetunion bestehen.

### Endphase der Herrschaft und Sturz
Seit etwa 1960 begann Chruschtschows Ansehen in der sowjetischen Führung allmählich schwächer zu werden. Seine Versprechungen von Rekordernten in der Landwirtschaft stellten sich jedes Jahr aufs Neue als unerfüllbar heraus. Zunächst verloren im Mai 1960 die Mitglieder des Politbüros (damals Präsidium genannt, siehe oben) und Chruschtschow-Anhänger Nikolai Beljajew und Alexei Kiritschenko ihre Mandate; an ihrer Stelle stiegen Nikolai Podgorny sowie Dmitri Poljanski ins Politbüro auf. Unter westlichen Beobachtern blieb umstritten, ob Chruschtschows Günstlinge auf Druck der innerparteilichen Opposition weichen mussten oder ob Chruschtschow selbst aus einer Position der Stärke heraus seine eigenen Leute entließ, weil er mit ihren Leistungen nicht zufrieden war. Politbüromitglied Frol Koslow konnte indes seinen Einfluss mehren; er war seit 1961 nach Chruschtschow der zweite Mann in der Partei und damit sein designierter Nachfolger. Noch im selben Jahr ließ Chruschtschow das Parteistatut durch Koslow verändern, sodass ein Viertel der führenden Funktionsträger in den kommenden Jahren nicht mehr wiedergewählt werden konnte. Damit wollte er die Leistungsbereitschaft hoher Funktionäre forcieren. In der Partei erregte diese Maßnahme aber Unmut. Chruschtschow-Freunde wie Nikolai Ignatow, Jekaterina Furzewa, Awerki Aristow und Nuritdin Muchitdinow verloren im Oktober des Jahres ihre Vollmitgliedschaft im Politbüro, hingegen stiegen Gennadi Woronow und Andrei Kirilenko zugleich in das Politbüro auf. Die Entstalinisierung wurde zwar noch in symbolischen Gesten allgemein mitgetragen (so wurde Stalins Leichnam im Oktober 1961 über Nacht aus dem Lenin-Mausoleum entfernt und in einem Einzelgrab der Nekropole an der Kremlmauer beigesetzt), aber vorsichtig wurde nunmehr Kritik geäußert: an der Politik der Liberalisierung (Stichwort: Tauwetter-Periode), den gestörten Beziehungen zur Volksrepublik China und zu Albanien, dem neuen Personenkult um Chruschtschow, der Kuba-Krise, seinen Reformbemühungen, die zunehmend Verwirrung stifteten, und seiner anscheinend zu geringen Unterstützung der Schwer- und Rüstungsindustrie.
Auch im Zentralkomitee, seiner eigentlichen Machtbasis, verlor Chruschtschow nach und nach Anhänger. Vor allem mit seiner Parteireform 1962 hatte er die breite Masse der Funktionäre verprellt, indem er ihnen viele Privilegien genommen und ein Zuständigkeitschaos angerichtet hatte. Am 10. April 1963 erlitt Koslow einen Schlaganfall, von dem er sich nicht mehr erholte, und Leonid Breschnew (auch ein Zögling Chruschtschows) rückte zur Nummer 2 in der Führung auf. Letzte Anlässe für den Sturz Chruschtschows waren seine Annäherungspolitik an die Bundesrepublik Deutschland unter Umgehung des Politbüros und seine Eigenmächtigkeiten gegenüber der staatlichen Planung (Gosplan) mit dem Ziel, die Landwirtschaft wiederholt umzuorganisieren und zu stärken. Michail Suslow und Breschnew, aber auch Alexei Kossygin, Anastas Mikojan und Poljanski führten am 14. Oktober 1964 unter anderem mit der Kritik an der Parteireform, dem veränderten Parteistatut und der Landwirtschaftspolitik mit Billigung des Zentralkomitees seinen Sturz als Parteichef und Ministerpräsident herbei. Breschnew wurde sein Nachfolger als Erster Sekretär des Zentralkomitees, Kossygin als Ministerpräsident. Mikojan wurde Vorsitzender des Präsidiums des Obersten Sowjets (de jure Staatsoberhaupt). Bei aller Enttäuschung über seine kalte Abservierung deutete Chruschtschow es dennoch als Sieg der Partei und Zeichen für den inneren Wandel in der Sowjetunion seit 1953, dass er in Rente geschickt – und nicht verhaftet oder gar liquidiert – worden war, wie es in der Stalin-Ära geschehen wäre.
1966 verlor Chruschtschow schließlich auch formell seinen Sitz im ZK der KPdSU. Seit seinem Sturz lebte er in seiner Datscha bei Moskau. Dort starb er am 11. September 1971 im Alter von 77 Jahren an Herzversagen. Sein Grab auf dem Moskauer Nowodewitschi-Friedhof wurde auf seinen eigenen Wunsch hin von Ernst Neiswestny gestaltet, den Chruschtschow in einer Ausstellung 1962 noch als „degenerierten Künstler“ bezeichnet hatte.
Im Jahre 1970 erschienen seine Memoiren Khrushchev Remembers (Chruschtschow erinnert sich) in englischer Sprache.

## Ehrungen und Auszeichnungen

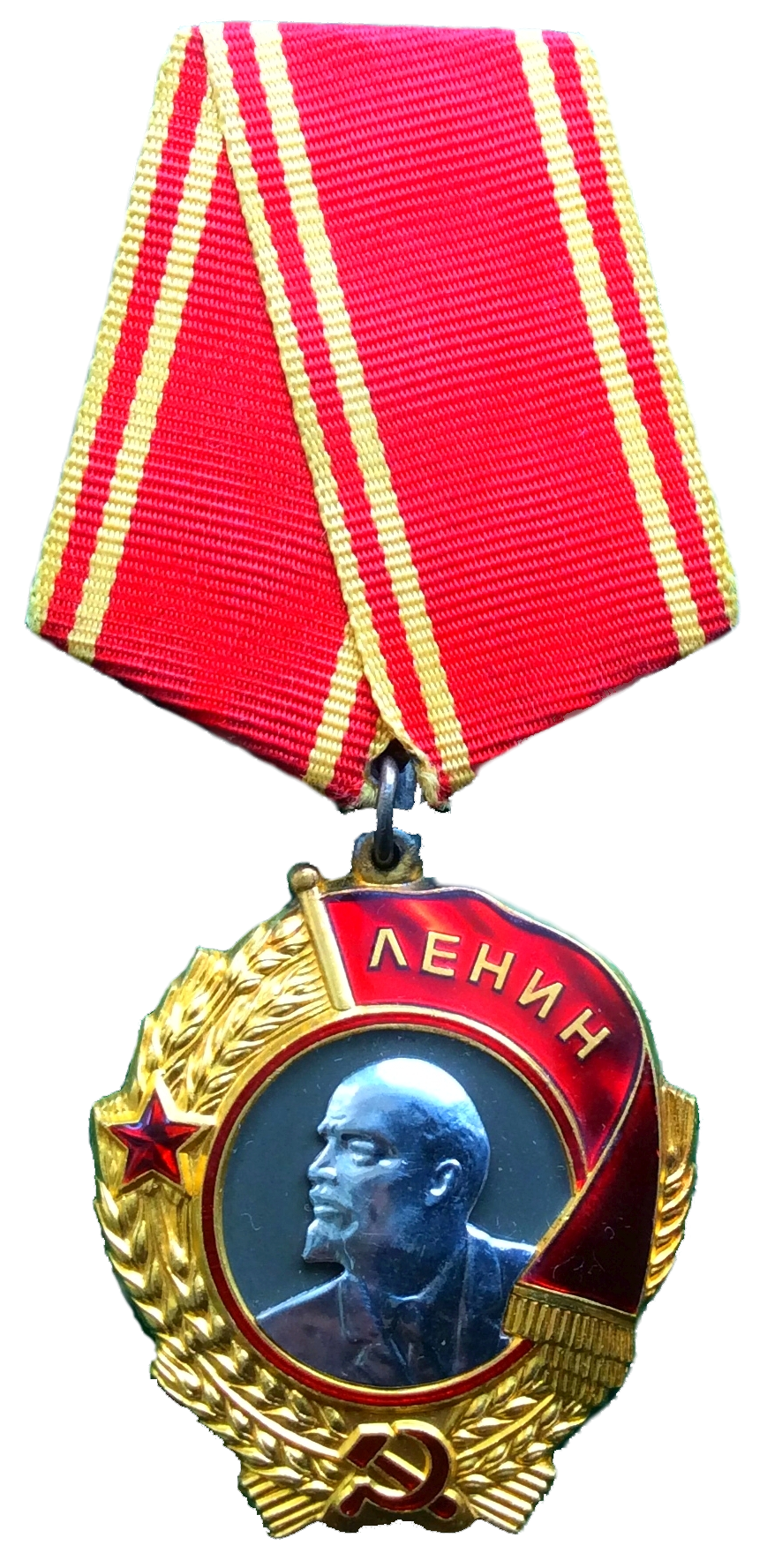
Leninorden

Chruschtschow war Träger folgender Auszeichnungen:
Sowjetunion:
- Held der Sowjetunion (1964)
- Held der sozialistischen Arbeit (1954, 1957, 1961)
- Leninorden (1935, 1944, 1948, 1954, 1957, 1961, 1964)
- Orden des Roten Banners der Arbeit (1939)
- Orden des Vaterländischen Krieges (1945 (1. Klasse))
- Suworow-Orden (1943 (2. Klasse), 1945 (1. Klasse))
- Kutusoworden (1943 (1. Klasse))

Ausland:
- Karl-Marx-Orden (DDR, 1964)
- Orden des Weißen Löwen (ČSSR, 1964)
- Stern der Sozialistischen Republik Rumänien (1964)
- Held der Volksrepublik Bulgarien (1964)
- Georgi-Dimitroff-Orden (VR Bulgarien, 1964)
- Suchbaatar-Orden (Mongolische VR, 1964)
- Nil-Orden (Ägypten, 1964)

## Schriften
In der Datenbank RussGUS werden mehr als 280 Publikationen genannt (dort Suche – Einfache Suche: chruscev,* OR chruschtschow,*)
- Für den Sieg im friedlichen Wettbewerb mit dem Kapitalismus (Auswahl der Reden und seiner Interviews und Gespräche mit ausländischen Journalisten aus dem Jahre 1958). Dietz Verlag, Berlin (DDR) 1960
- Einen Krieg verhüten – die vordringlichste Aufgabe (Aus den Reden von 1956 bis 1963). Verlag für fremdsprachige Literatur, Moskau 1963
- Über die wichtigsten Probleme der Gegenwart: Reden – Aufsätze von 1956–1963. Verlag für fremdsprachige Literatur, Moskau 1963
- Über die revolutionäre Arbeiter- und kommunistische Bewegung (Aus den Reden von 1956 bis 1963). Verlag für fremdsprachige Literatur, Moskau 1963
- Kommunismus – Frieden und Glück der Völker (Eine Auswahl der Reden, Referate auf dem XXII. Parteitag, Interviews und Gespräche mit ausländischen Journalisten). Dietz Verlag, Berlin (DDR) 1963
- Den Krieg verhindern – den Frieden verteidigen (Eine Auswahl der Reden, Schreiben, Artikel, seiner Interviews und Gespräche mit ausländischen Journalisten zu außenpolitischen Fragen des Jahres 1962). Dietz Verlag, Berlin (DDR) 1963
- Sozialismus und Kommunismus (Aus den Reden von 1956 bis 1963). Verlag für fremdsprachige Literatur, Moskau 1963
- Über die nationale Befreiungsbewegung (Aus den Reden von 1956–1963). Verlag für fremdsprachige Literatur, Moskau 1963
- Der Imperialismus ist der Feind der Völker und des Friedens (Aus den Reden von 1956–1963). Verlag für fremdsprachige Literatur, Moskau 1963
- Zur friedlichen Lösung der Deutschlandfrage: Aus Reden, Gesprächen und Interviews 1955–1963. Dietz Verlag, Berlin (DDR) 1964
- Auf dem Wege zum Kommunismus: Reden und Schriften zur Entwicklung der Sowjetunion 1962/1963. Dietz Verlag, Berlin (DDR) 1964
- Für den Sieg der Vernunft über die Kräfte des Krieges! Reden, Schriften, Interviews zur Außenpolitik 1963. Dietz Verlag, Berlin (DDR) 1964
- Reden zur Kulturpolitik 1956–1963. Dietz Verlag, Berlin (DDR) 1964
- Chruschtschow erinnert sich. Übersetzung Margaret Carroux u. a. Rowohlt, Reinbek 1971, ISBN 3-498-00834-X.